# Donal Herlihy
Donal J. Herlihy (* 29. November 1908 in Knocknagree, County Cork; † 2. April 1983) war von 1964 bis 1983 römisch-katholischer Bischof von Ferns im Südosten Irlands.

## Leben
Herlihy studierte am St. Brendan’s Seminary in Killarney, am Pontifical Irish College in Rom und am Päpstlichen Bibelinstitut. Er empfing am 4. April 1931 die Priesterweihe. Von 1939 bis 1947 war er Professor am All Hallows College in Dublin, danach von 1947 bis 1951 Vizerektor und von 1951 bis 1964 Rektor des Pontifical Irish College in Rom. Am 15. November 1964 spendete ihm Kardinal Carlo Confalonieri die Bischofsweihe. Er nahm an der dritten und vierten Sitzungsperiode des Zweiten Vatikanischen Konzils teil. Sein Name wird mehrfach kritisch im Ferns Report erwähnt, einer Untersuchung, die von der irischen Regierung veranlasst wurde, um die Beschuldigungen sexuellen Missbrauchs durch Kleriker im Bistum Ferns im County Wexford zu prüfen.